# Puerta de la Independencia
La Puerta de la Independencia es la entrada principal a los jardines del parque del Retiro de Madrid. Está situada en la plaza de la Independencia frente a la puerta de Alcalá. El acceso da entrada a la avenida de México dentro del Retiro y desde él se llega hasta la plaza de Nicaragua (donde se encuentra la fuente de los Galápagos). En su origen fue la puerta principal del Casino de la Reina y su autor fue el arquitecto José Urioste Velada que la construyó tras el traslado desde su lugar original en 1885.

## Historia
El arquitecto José Urioste Velada realizó esta obra utilizando los pilares que se hallaban en la puerta principal del Casino de la Reina (reina Isabel de Braganza), construidos en 1817 y cuyo traslado se produjo en 1885. Allí permaneció hasta que a mediados del siglo XIX esta posesión pasó al Estado Español y experimentó una notable remodelación. Por otra parte, el parque del Retiro de Madrid sufrió también un gran cambio por esas fechas perdiendo una tercera parte de su superficie en la que se construyeron el palacio de Comunicaciones (Correos) y el Ministerio de Marina). Como consecuencia de dicha remodelación el Estado Español cedió la puerta del casino al nuevo espacio de El Retiro que había quedado limitado por la calle de Alcalá, calle de Alfonso XII y plaza de la Independencia; se colocó la puerta en esta plaza. Además, también cambió de sitio el cerramiento de la verja que rodeaba el Palacio de Comunicaciones (Correos) y el Ministerio de Marina y se le buscó un nuevo emplazamiento en el recinto del Casino. Es la verja que recorre la calle de Embajadores, Portillo de Embajadores, Ribera de Curtidores y Ronda de Toledo y que sustituyó a la antigua tapia.

## Descripción arquitectónica

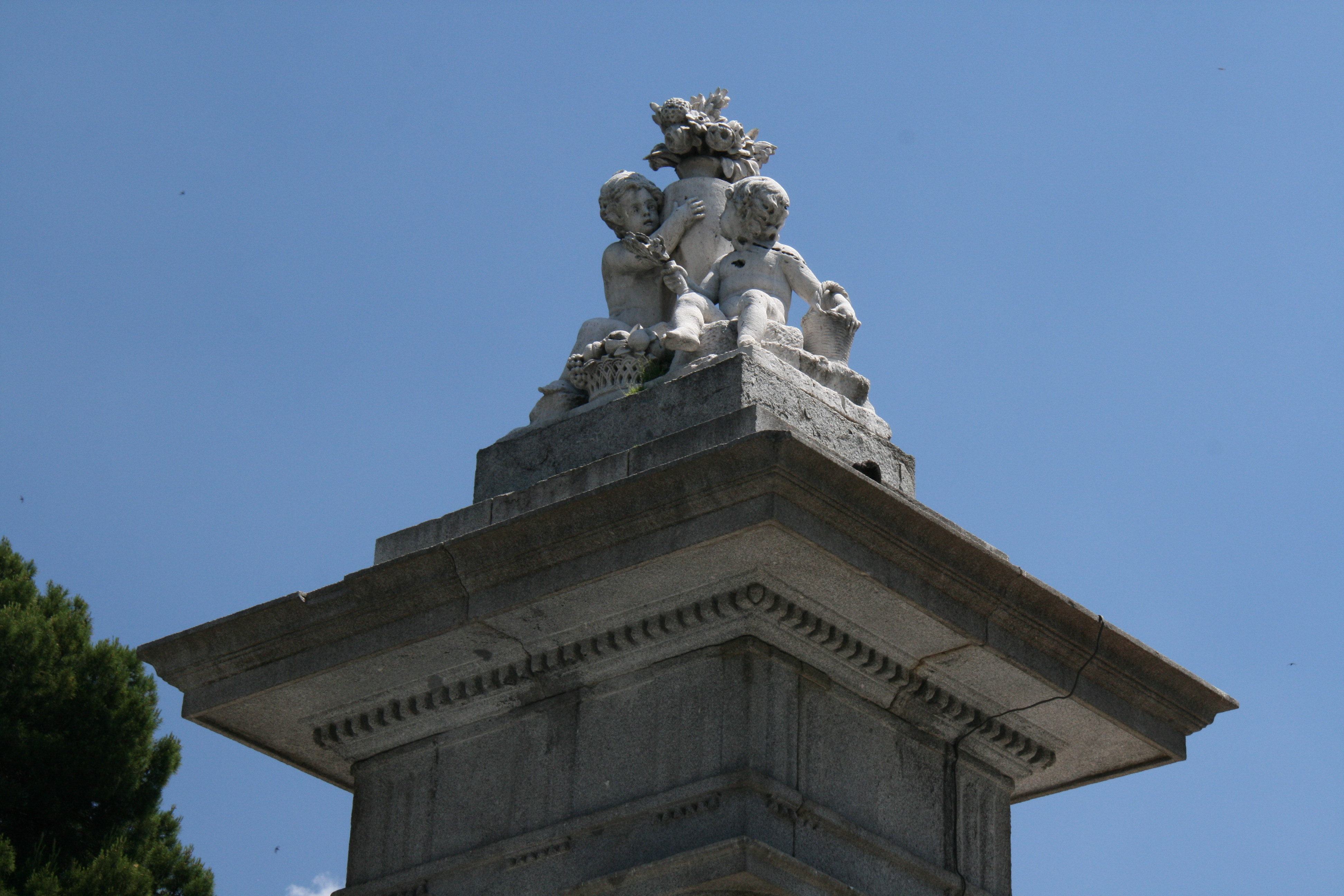
Detalle de la coronación de uno de los pilares centrales

La puerta consta de tres huecos unidos por cuatro pilares de piedra y cerrados por una reja. El hueco central es bastante más amplio que los laterales. Los pilares centrales son los que componían la puerta del Casino; tienen un entablamento y un friso adornado con triglifos y metopas más la cornisa que se aprovecha para apoyar las esculturas, obra del escultor Valeriano Salvatierra. Los pilares de los extremos son más simples y no están adornados con esculturas y fueron realizados a imagen de los originales por el mismo arquitecto. Toda la obra se terminó en 1886.